# Danas (časopis)
Danas je bio časopis koji je pokrenuo i uređivao Miroslav Krleža. Izlazio je tijekom 1934. godine u Beogradu.
Danas je kao književni časopis pokrenut u Beogradu 1934. u redakciji Miroslava Krleže i Milana Bogdanovića. Zastupao je protudogmatska gledišta u politici i umjetnosti slijedeći Krležinu kritičku misao. Zabranjen je nakon pet brojeva. Pretisak časopisa (Zagreb, 1972.) priredio je Mate Lončar.